# Guardia imperiale (dinastia Qing)
La Guardia imperiale Manciù fu un corpo militare preposto alla difesa dell'imperatore cinese e della sua famiglia al tempo della Dinastia Qing (1644-1912). I membri della Guardia venivano scelti tra i cavalieri manciù dell'armata imperiale (v. Otto Bandiere) ed avevano il compito di presidiare la Città proibita di Pechino. L'equipaggiamento standard consisteva nell'arco composito tipo "Quing" (v. arco cinese) e nella scimitarra mongola, il dao. Soldati di cavalleria in origine, i membri della guardia erano sottoposti anche ad un rigoroso addestramento nella lotta corpo a corpo, il Shuai jiao e il Bājíquán; presso la guardia trovò poi diffusione, per mezzo del maestro Yang Lu-ch'an (1799-1872), il Taijiquan.

## Storia
L'intero sistema politico-militare dei Manciù era stato regolato dal c.d. sistema delle Otto Bandiere. Tra gli Otto, i primi tre (lo stendardo bianco, giallo e giallo bordato noti anche come gli "Alti Stendardi") erano tenuti a fornire all'imperatore Qing la sua Guardia.

## Organizzazione, compiti e addestramento
La Guardia imperiale si componeva di tre distinte unità: Avanguardia (Qianfeng ying), Guardia (Hujun ying) e Guardie del Corpo (Lingshiwei).

La quasi totalità delle guardie vere e proprie (Hujun ying e Lingshiwei) era di etnia manciù, seppur non mancassero dei mongoli. I cinesi formavano un corpo di guardie del corpo dell'imperatore distinto dalla Guardia manciù.
Gli effettivi erano così disimpegnati:
- 1.250 Lingshiwei perennemente a disposizione dell'imperatore e della sua famiglia;
- 15.000 Hujun ying costantemente di guardia lungo le mura della Città Proibita;
- 10.000 uomini, tra Hujun ying e Qianfeng ying (questi in numero di 1.500, svolgenti appunto mansioni di avanguardia durante lo spostamento), componevano la scorta armata dell'imperatore e/o dei suoi funzionari all'esterno della Città Proibita e sul campo di battaglia.

La retribuzione ordinaria era versata per metà in metallo (225 g di argento per un cavaliere e 150 g per un fantaccino) e per metà in riso.

## Equipaggiamento
La panoplia della Guardia si componeva di un elmetto conico (abbastanza simile all'elmo turbante degli ottomani) con cresta lanceolata e cimiero rosso, dal quale pendeva una gorgiera in tessuto frammisto a lamine metalliche chiodate. Il ricorso a strati di tessuto irrobustiti da metallo chiodato valeva per la tunica, lunga sino a metà polpaccio, e per la giubba, appesantita sul petto da un disco d'acciaio e rinforzata da spallacci. Gli stivali da cavallerizzo erano realizzati in stoffa nera con suole di feltro. L'insieme della panoplia era colorato secondo la cromia di riferimento dello Stendardo di appartenenza.

Le uniformi degli ufficiali erano simili nell'aspetto a quelle della truppa ma realizzate di materiale più pregiato, spesso abbellite da ricami blu o porpora. Particolare era l'elmo, in acciaio lucidato ed intarsiato d'oro, dalla cresta più alta rispetto a quello degli altri soldati.
L'armamento standard delle Guardie consisteva nell'arco composito tipo "Quing" (v. arco cinese), solo in epoca tarda da un fucile, nella lancia e nella spada (jian). I cavalieri portavano la scimitarra mongola, il dao, al posto del jian.